# Maria von Welser

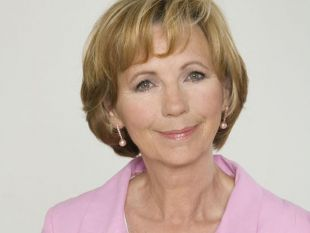
Maria von Welser (2014)

Maria Freifrau von Welser (* 26. Juni 1946 in München; geborene Schüssel) ist eine deutsche Fernsehjournalistin und seit 2015 Lehrbeauftragte für Praktische Philosophie an der Universität Paderborn.

## Leben
Aufgewachsen ist Maria von Welser als Tochter der Modejournalistin Margarete Schüssel, geb. Wilke im oberbayerischen Rottach-Egern am Tegernsee. Ihr Vater Eduard M. Schüssel war Kaufmann, Kaiserlich-Japanischer Konsul und ab 1925 Besitzer von Schloss Schönwörth. Nach dem Abitur am Gymnasium Tegernsee 1967 absolvierte sie 1968 die Deutsche Journalistenschule in München. Ein Volontariat machte sie von 1969 bis 1971 beim Münchner Merkur. Sie arbeitete als Lokaljournalistin des Seegeist, einer Lokalausgabe des Münchner Merkurs. Danach arbeitete sie sechs Jahre beim Boulevardblatt Abendzeitung in München und fing dann beim Radio des Bayerischen Rundfunks an. Sie wurde 1988 bekannt als Gründerin, Redakteurin und Moderatorin des ersten Frauenjournals im deutschen Fernsehen ML Mona Lisa. Für ZDF-Reportagen war sie u. a. zweimal in Tschetschenien, berichtete aus kroatischen Flüchtlingslagern über Massenvergewaltigungen während des Bosnienkrieges und arbeitete als Reporterin im Gaza-Streifen und in Indien. Von 1997 bis 2000 präsentierte Maria von Welser in der ZDF-Sendung Mit mir nicht! Welsers Fälle skandalöse Geschäftspraktiken, Behördenwillkür oder sonstige Missstände.
2001 ging sie als Leiterin des ZDF-Auslandstudios nach London. Am 1. August 2003 wechselte Maria von Welser in die Verwaltungsspitze des Norddeutschen Rundfunks und wurde dort Direktorin des Landesfunkhauses Hamburg. Der NDR gab am 30. April 2010 bekannt, dass sie am 1. Oktober 2010 in den Ruhestand gehen werde. Ihre Nachfolge trat Sabine Rossbach an, die zuvor stellvertretende Direktorin und Leiterin des Programmbereichs Fernsehen im NDR Landesfunkhaus Mecklenburg-Vorpommern war. Im Sommer 2010 berichtete von Welser als Ostasien-Korrespondentin für die ARD.
Maria von Welser ist seit 1995 Mitglied des Deutschen Komitees für UNICEF und war von 2008 bis 2014 stellvertretende Vorsitzende von UNICEF Deutschland. Darüber hinaus übernahm sie zuerst 2010 einen Lehrauftrag an der Universität Hamburg. Von 2015 bis ca. 2021/2022 lehrte sie an der Universität Paderborn.
Zudem war sie von 2013 bis 2019 Vize-Präsidentin des Übersee-Clubs in Hamburg. Anfang 2024 ist Maria von Welser SPD-Mitglied geworden.

## Privat
Von Welser war Jugendmeisterin im Riesenslalom. Sie ist seit 1994 in dritter Ehe verheiratet mit einem inzwischen pensionierten Luftwaffen-Offizier und hat zwei erwachsene Söhne.

## Auszeichnungen und Ehrungen
- 1987: Silberne Ehrennadel der Stiftung Sicherheit im Skisport
- 1992: Journalistenpreis der Deutschen AIDS-Stiftung
- 1993: Frau des Jahres vom Deutschen Staatsbürgerinnenverband Berlin
- 1994: Elisabeth-Norgall-Preis vom International Women’s Club of Frankfurt
- 1996: Theodor-Heuss-Medaille
- 1996: Verdienstkreuz am Bande der Bundesrepublik Deutschland
- 1996: Hanns-Joachim-Friedrichs-Preis für das Redaktionsteam von ML Mona Lisa
- 1996: Frauenförderpreis für besonderes Engagement von Frauen für Frauen
- 1996: Publizistikpreis der Landeshauptstadt München
- 2007: Elisabeth-Selbert-Preis
- 2015: Medaille für besondere Verdienste um Bayern in einem Vereinten Europa
- 2019: Ehrendoktorwürde der Universität Paderborn[15]

## Schriften
- Münchner Oktoberfest. Bummel, München 1982, ISBN 3-88781-004-X.
- Lebendiges Oberbayern. Rosenheimer Verlagshaus 1990, ISBN 978-3-475-52440-0.
- Am Ende wünschst du dir nur noch den Tod. Die Massenvergewaltigungen im Krieg auf dem Balkan. Knaur, München 1993, ISBN 3-426-80030-6.
- mit Thomas Walde: So wehre ich mich richtig. Begleitbuch zur ZDF-Sendung „Mit mir nicht“. Econ, Berlin 1998, ISBN 3-430-19582-9.
- Zurück zur Zuversicht. Als das Leben vor meinen Augen verschwand. Bastei Lübbe, Köln 2003, ISBN 3-404-61529-8 Blepharospasmus
- mit Ursula von der Leyen: Wir müssen unser Land für die Frauen verändern. Bertelsmann, München 2007, ISBN 978-3-570-00959-8.
- Leben im Teufelskreis: Kinderarmut in Deutschland – und keiner sieht hin. Gütersloher Verlagshaus, Gütersloh 2009, ISBN 978-3-579-06895-4.
- Die Weisheit ist weiblich. Geschichten von ganz besonderen Frauen und Männern. Herder, Freiburg i.Br. 2011, ISBN 3-451-30416-3.
- Heiter weiter! Vom glücklichen dritten Leben. Südwest, München 2012, ISBN 978-3-517-08778-8.
- Wo Frauen nichts wert sind. Vom weltweiten Terror gegen Mädchen und Frauen. Ludwig, München 2014, ISBN 978-3-453-28060-1.
- Kein Schutz nirgends-Frauen und Kinder auf der Flucht. Ludwig, München 2016, ISBN 978-3-453-28080-9.
- Ich habe beschlossen, dass es mir nur noch gut geht. Leben mit dem Tumor. Ludwig, München 2019, ISBN 978-3-453-28115-8.
- Aufgeben war nie – Letzte Gespräche mit Dr. Lore Maria Peschel-Gutzeit, kleineheimat Verlag, Tegernsee 2024, ISBN 978-3-9824995-3-6